# Watte

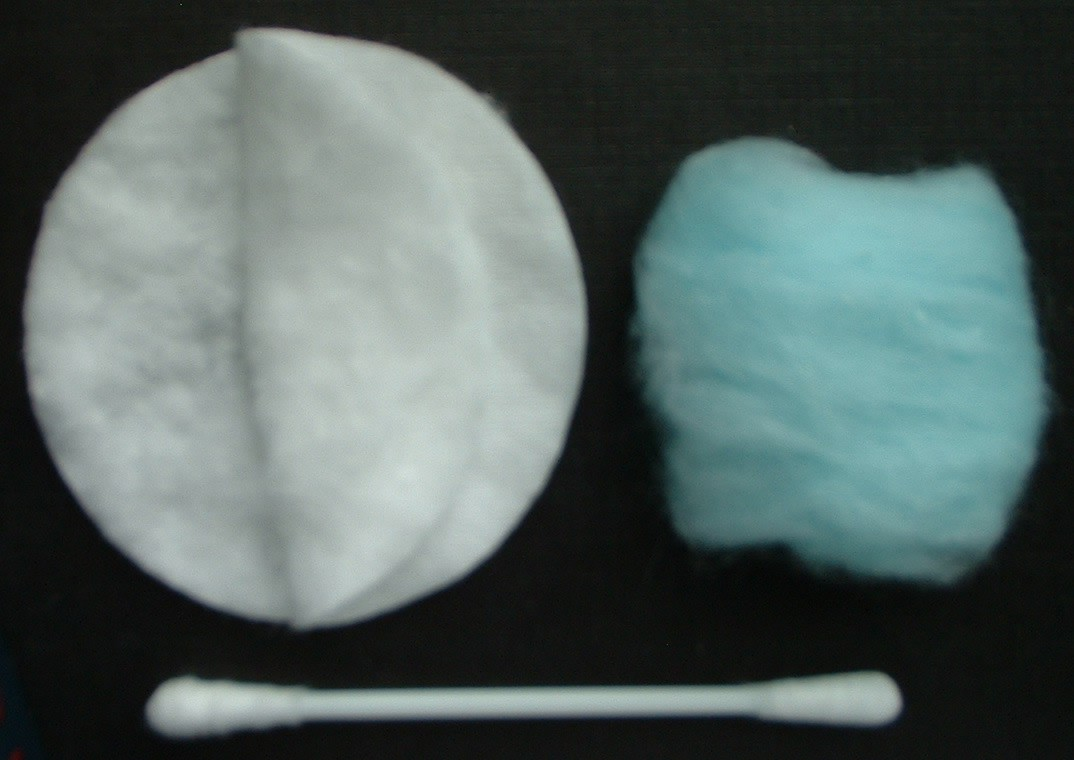
Watte

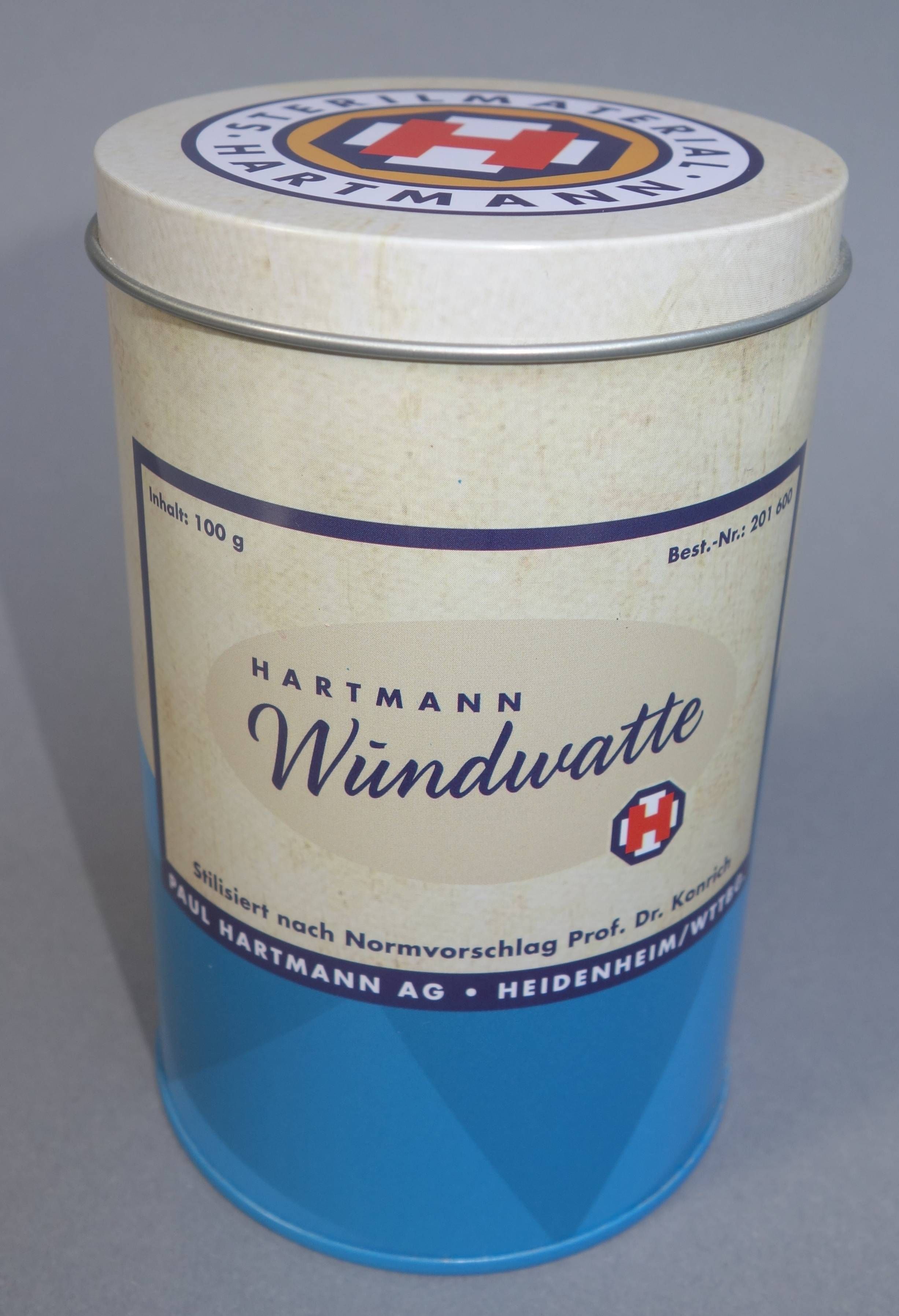
Historischer Behälter mit Wundwatte

Eine Watte ist grundsätzlich ein loses Gefüge von Fasern oder Fäden, die nur aufgrund der Haftung untereinander ein Volumengefüge ergeben. Dabei werden Watten aus Fasern als Faserwatten und Watten aus Fäden als Fadenwatten bezeichnet.
Die gebräuchlichsten Watten bestehen hauptsächlich aus Baumwoll- und Viskosefasern. Sie dienen z. B. der Kosmetik, dem Schutz des Gehörgangs oder der Wundversorgung (Verbandwatte). Weiterhin wird Watte verwendet in der Damen- und Herrenoberbekleidung, u. a. zum Auswattieren von Sakkos.
Für die Kosmetik wird die Watte z. B. zu Wattepads, Wattebällchen oder Wattestäbchen weiterverarbeitet und z. B. zum Entfernen von Schminke, also zur Gesichtsreinigung, verwendet.
Als Medizinprodukt werden DNA-freie Wattestäbchen zur Probennahme beispielsweise für Speichelproben zur forensischen Identitätsfeststellung (geregelt im DNA-Identitätsfeststellungsgesetz) verwendet. In der tiermedizinischen Diagnostik wird der Wattebauschtest zur Überprüfung des Sehens eingesetzt.
Tampons und Damenbinden bestehen größtenteils aus Watte.
Weiterhin wird Watte als Trägerstoff für Liquids (flüssige Wirk- oder Duft-Substanzen) in Selbstwickelverdampfern verwendet (siehe E-Zigarette).
Nach Angaben von Victor von Bruns wurde Watte in Deutschland erstmals 1870 fabrikmäßig von Paul Hartmann in Heidenheim hergestellt.